# Chymomyza nigripes
Chymomyza nigripes är en tvåvingeart som beskrevs av Toyohi Okada 1981. Chymomyza nigripes ingår i släktet Chymomyza och familjen daggflugor. Inga underarter finns listade i Catalogue of Life.